# Элфик, Дэвид
Дэвид Элфик (англ. David Elfick; род. 20 декабря 1944, Сидней, Новый Южный Уэльс, Австралия) — австралийский сценарист, режиссёр, продюсер и актёр. Известен по работе над фильмами «Цепная реакция» (1980), «Любовь в ритме лимбо» (1993) и «Клетка для кроликов» (2002). Трёхкратный лауреат премии AFI.

## Карьера

Постер фильма «Crystal Voyager»

Элфик впервые выступил в кино в 1971 году, став сорежиссёром и продюсером фильма «Morning of the Earth». В 1973 Элфик, совместно с американским сёрфером Джорджем Гринафом сняли фильм под названием «Crystal Voyager», который стал одним из самых кассово успешных фильмов о сёрфинге и получил статус культовой классики.
В 1978 Дэвид Элфик стал главным продюсером фильма «Кинофронт», в котором также сыграл небольшую роль рокера. В тот же период он знакомится с режиссёром Йеном Барри, с которым они сняли пост-апокалиптический боевик «Цепная реакция». Первоначально, было очень трудно найти финансирование для фильма, а позднее Элфик утверждал, что место съёмок фильма в городе Глен-Дэвис было проклято, так как много лет назад там убили австралийских аборигенов. Тем не менее, фильма вышел на экраны в 1980 и имел большой кассовый успех и даже был номинирован на премию «Сатурн».
В 1990 Элфик снял фильм «Харбурский бит», о сотрудничестве двух полицейских, шотландца и австралийца, с Джоном Ханной и Стивеном Видлером в главных ролях. В 1993 выходит очередной фильм Элфика, на этот раз независимая комедия «Любовь в ритме лимбо» с Расселом Кроу.
В 1994 вышел фильм «No Worries», снятый на основе пьесы Элфика, написанной им в 80-х.
В 2002 стал исполнительным продюсером драмы «Клетка для кроликов».